# Белтерець (Галац)
Белтерець, Белтереці (рум. Băltăreți) — село у повіті Галац в Румунії. Входить до складу комуни Космешть.
Село розташоване на відстані 184 км на північний схід від Бухареста, 73 км на північний захід від Галаца, 146 км на південь від Ясс, 133 км на схід від Брашова.

## Населення
За даними перепису населення 2002 року у селі проживали 912 осіб, усі — румуни. Усі жителі села рідною мовою назвали румунську.